# Управна подела Фарских Острва
Фарска острва, и поред своје величине, имају двостепено подручно уређење, односно поделу на 6 области и 30 општина. 
Последњих година државна управа тежи смањењу број подручних јединица у циљу смањења чиновничког апарата.

## Области
Историјски, постоји 6 области (фар: sýslur): Норгјар, Ејстурој, Стрејомој, Вагар, Сандој и Сугурој. Раније су области имале и своје „пролећне скупштине“, а данас су више церемонијалног облика. Једино је дато устројство сачувано у вези са поделом полицијских надлежности.
| Област              | Острва                                       |
| ------------------- | -------------------------------------------- |
| Вагар (Vágar)       | Микинес, Вагар                               |
| Ејстурој (Eysturoy) | Ејстурој                                     |
| Нордојар (Norðoyar) | Бордој, Фуглој, Калсој, Куној, Свиној, Видој |
| Сандој (Sandoy)     | Сандој, Велики Димун, Скувој                 |
| Стрејмој (Streymoy) | Стрејмој, Колтур, Хестур, Нолсој             |
| Судурој (Suðuroy)   | Судурој, Мали Димун                          |

## Општине
Други ниво поделе државе је на 30 општина (фар: kommunur), које се потом деле на 120 насељених места. Пре једне деценије било је близу 50 општина, али је њихов број смањен. Предвиђа се даље смањење број општина на 7-15, где био оне истовремено било и области и општине.

### Списак општина
Према стању од 1. јануара 2009. године постоји 30 општина:
| Назив општине | матерњи назив | Површина (у км²) | Становн. | Густ. нас. (ст./км²) | Острво         | Област   |
| ------------- | ------------- | ---------------- | -------- | -------------------- | -------------- | -------- |
| Торсхавн      | Tórshavn      | 173              | 19.339   | 112                  | Стрејмој       | Стрејмој |
| Клаксвик      | Klaksvík      | 113              | 4.938    | 44                   | Бордој, Свиној | Нордојар |
| Рунавик       | Runavík       | 96               | 3.753    | 39                   | Ејстурој       | Ејстурој |
| Ејстур        | Eystur        | 42               | 1.939    | 46                   | Ејстурој       | Ејстурој |
| Вагар         | Vágar         | 108              | 1.897    | 18                   | Вагар          | Вагар    |
| Тверејри      | Tvøroyri      | 43               | 1.819    | 42                   | Судурој        | Судурој  |
| Фуглафјердур  | Fuglafjørður  | 23               | 1.584    | 70                   | Ејстурој       | Ејстурој |
| Сунда         | Sunda         | 158              | 1.564    | 10                   | Ејстурој       | Ејстурој |
| Вагур         | Vágur         | 21               | 1.402    | 67                   | Судурој        | Судурој  |
| Нес           | Nes           | 14               | 1.238    | 88                   | Ејстурој       | Ејстурој |
| Вестмана      | Vestmanna     | 52               | 1.234    | 24                   | Стрејмој       | Стрејмој |
| Сервагур      | Sørvágur      | 84               | 1.071    | 13                   | Вагар          | Вагар    |
| Сјовар        | Sjóvar        | 33               | 1.027    | 31                   | Ејстурој       | Ејстурој |
| Хвалба        | Hvalba        | 19               | 765      | 40                   | Судурој        | Судурој  |
| Ејди          | Eiði          | 37               | 705      | 37                   | Ејстурој       | Ејстурој |
| Квивик        | Kvívík        | 49               | 615      | 13                   | Стрејмој       | Стрејмој |
| Сандур        | Sandur        | 48               | 586      | 12                   | Сандој         | Сандој   |
| Скопун        | Skopun        | 9                | 507      | 56                   | Сандој         | Сандој   |
| Хванасунд     | Hvannasund    | 33               | 441      | 13                   | Видој, Бордој  | Нордојар |
| Сумба         | Sumba         | 25               | 383      | 15                   | Судурој        | Судурој  |
| Видарејди     | Viðareiði     | 30               | 339      | 11                   | Видој          | Нордојар |
| Поркери       | Porkeri       | 14               | 333      | 24                   | Судурој        | Судурој  |
| Скалавик      | Skálavík      | 29               | 183      | 6                    | Сандој         | Сандој   |
| Куној         | Kunoy         | 35               | 157      | 4                    | Куној          | Нордојар |
| Хусавик       | Húsavík       | 26               | 131      | 5                    | Сандој         | Сандој   |
| Хов           | Hov           | 10               | 125      | 12                   | Судурој        | Судурој  |
| Фамјин        | Fámjin        | 13               | 113      | 9                    | Судурој        | Судурој  |
| Хусар         | Húsar         | 16               | 61       | 4                    | Калсој         | Нордојар |
| Скувој        | Skúvoy        | 13               | 57       | 4                    | Скувој         | Сандој   |
| Фуглој        | Fugloy        | 11               | 44       | 4                    | Фуглој         | Нордојар |